# Пузырёва, Анна Лаврентьевна
Анна Лаврентьевна Пузырёва (21 января 1926, Батыревский сельсовет, Уральская область — 1 февраля 1984, Пичугино, Курганская область) — бригадир совхоза «Варгашинский» Варгашинского района Курганской области. Герой Социалистического Труда (1966).

## Биография
Анна Лаврентьевна Пузырёва родилась 21 января 1926 года в крестьянской семье в деревне Михайловка Батыревского сельсовета Лопатинского района Курганского округа Уральской области РСФСР. В 1926—27 гг. деревня входила в Михайловский сельсовет того же района; ныне деревня не существует, территория входит в Половинский муниципальный округ Курганской области.
После получения начального образования в родной деревне работала в хозяйстве своих родителей. С 1942 года трудилась разнорабочей на животноводческой ферме Варгашинского семсовхода (впоследствии переименован в Варгашинский зерновой совхоз, а затем в совхоз имени Пичугина, ныне ООО «Пичугино») Варгашинского района. В 1947 году была назначена бригадиром животноводов, позднее — бригадиром дойного гурта и заведующей молочно-товарной фермой этого же совхоза.
Бригада Анны Пузырёвой за годы семилетки (1959—1965) увеличила надои молока с каждой фуражной коровы с 2100 килограмм молока до 3500 килограмм. Указом Президиума Верховного Совета СССР от 22 марта 1966 года за достигнутые успехи в развитии животноводства, увеличении производства и заготовок мяса, молока, яиц, шерсти и другой продукции удостоена звания Героя Социалистического Труда с вручением ордена Ленина и золотой медали «Серп и Молот».
В 1968 году бригада Анны Пузырёвой по итогам участия в областном социалистическом соревновании была удостоена почётных званий «Бригада высокой культуры сельскохозяйственного производства» и «Бригада коммунистического труда». В последующие годы бригада добивалась высоких показателей по надою молока. В 1970 году было получено в среднем по 3100 килограмм молока, в 1971 году — по 3145 килограмм, в 1972 году — по 3166 килограмм.
Член КПСС, избиралась делегатом XXIII съезда КПСС.
Анна Лаврентьевна Пузырёва скончалась 1 февраля 1984 года в селе Пичугино Пичугинского сельсовета Варгашинского района Курганской области, ныне село входит в Варгашинский муниципальный округ той же области.

## Награды
- Герой Социалистического Труда — указом Президиума Верховного Совета СССР от 22 марта 1966 года
  - Орден Ленина
  - Медаль «Серп и Молот»
- Юбилейная медаль «За доблестный труд. В ознаменование 100-летия со дня рождения Владимира Ильича Ленина», 1970 год
- Занесение в Книгу почёта Курганской области, январь 1966 года

## Память
22 января 2016 года в Пичугинском СДК был проведен «День памяти животноводов» посвященный 90-летию со дня рождения Анны Лаврентьевны Пузырёвой.